# Ханс Грос
Ханс Густав Адолф Грос (на немски: Hans Gross) е австрийски криминален юрист и разследващ магистрат. Считан е за създател на научната област криминалистика.
Преподава като професор в Черновицкия университет, Университета в Прага и Университета на Грац, създава Института по криминология в Грац.
С публикуване на книгата му „Наръчник за разследване за магистрати, полицаи и др.“ („Handbuch fur Untersuchungsrichter, Polizeibeamte, Gendarmen, u.s.w.“) през 1893 г. се поставя началото на криминалистиката – приложна наука за практиките на криминалното разследване и закона. Работата комбинира системни области на знанието, които преди това не са били ползвани при разпити, както и които могат да бъдат успешно използвани срещу престъплението. Грос адаптира някои области към нуждите на криминалното разследване, като фотографията на мястото на престъплението.